# Rua Benito Corbal
A rua Benito Corbal é uma rua em Pontevedra (Espanha) localizada na primeira zona de expansão urbana da cidade. É uma das principais ruas de Pontevedra, conhecida como a "Milha de Ouro".

## Origem do nome
Desde 1928, a rua é dedicada ao empresário e político de Pontevedra Benito Corbal (1853-1926). Foi responsável pela transferência do recinto da feira para a praça de Barcelos e pela construção de mais de 80% dos edifícios da rua que leva o seu nome (incluindo a sua própria habitação no número 34).

## História
As origens da actual Rua Benito Corbal encontram-se no traçado da nova estrada para Ourense, que em 1844 substituiu o Caminho Velho de Castela como a principal saída da cidade para Castela. Esta nova estrada de acesso à cidade, a parte mais central da qual corresponde à actual Rua Benito Corbal, chegou perto da igreja da Virgem Peregrina.
Em 1868, a parte das antigas muralhas de Pontevedra situada entre a porta das Trabancas e o convento de São Francisco foi demolida para abrir uma passagem da praça da Ferraria para a nova estrada para Ourense.
A rua tornou-se o eixo principal do desenvolvimento da cidade, monopolizando a maior parte da actividade no sector da construção. Por este motivo, a 28 de Abril de 1894, a Câmara Municipal de Pontevedra concordou em nomeá-la Rua do Progresso, desde a praça da Ferraria até ao Hospital Provincial de Pontevedra, que tinha acabado de começar a construção.
Em 1909, o Hotel Progreso foi inaugurado no número 21 da rua, num notável edifício novo de pedra com três andares e um sótão. Foi um dos marcos da vida social da cidade e, durante meio século, acolheu grandes casamentos e celebrações até à sua demolição em 1974.
Em 1915, devido ao aumento do tráfego na rua, o edifício Gran Garaje foi inaugurado num terreno que anteriormente albergava um estacionamento utilizado como paragem para carruagens puxadas por cavalos. 
Em 1926, após a morte de Benito Corbal, o presidente da organização patronal de Pontevedra, apoiado por mais de dois terços dos habitantes da rua, solicitou que a Rua Progresso fosse baptizada com o nome de Benito Corbal, porque era um trabalhador esforçado e amante de Pontevedra. A rua foi rebaptizada em 18 de Abril de 1928.

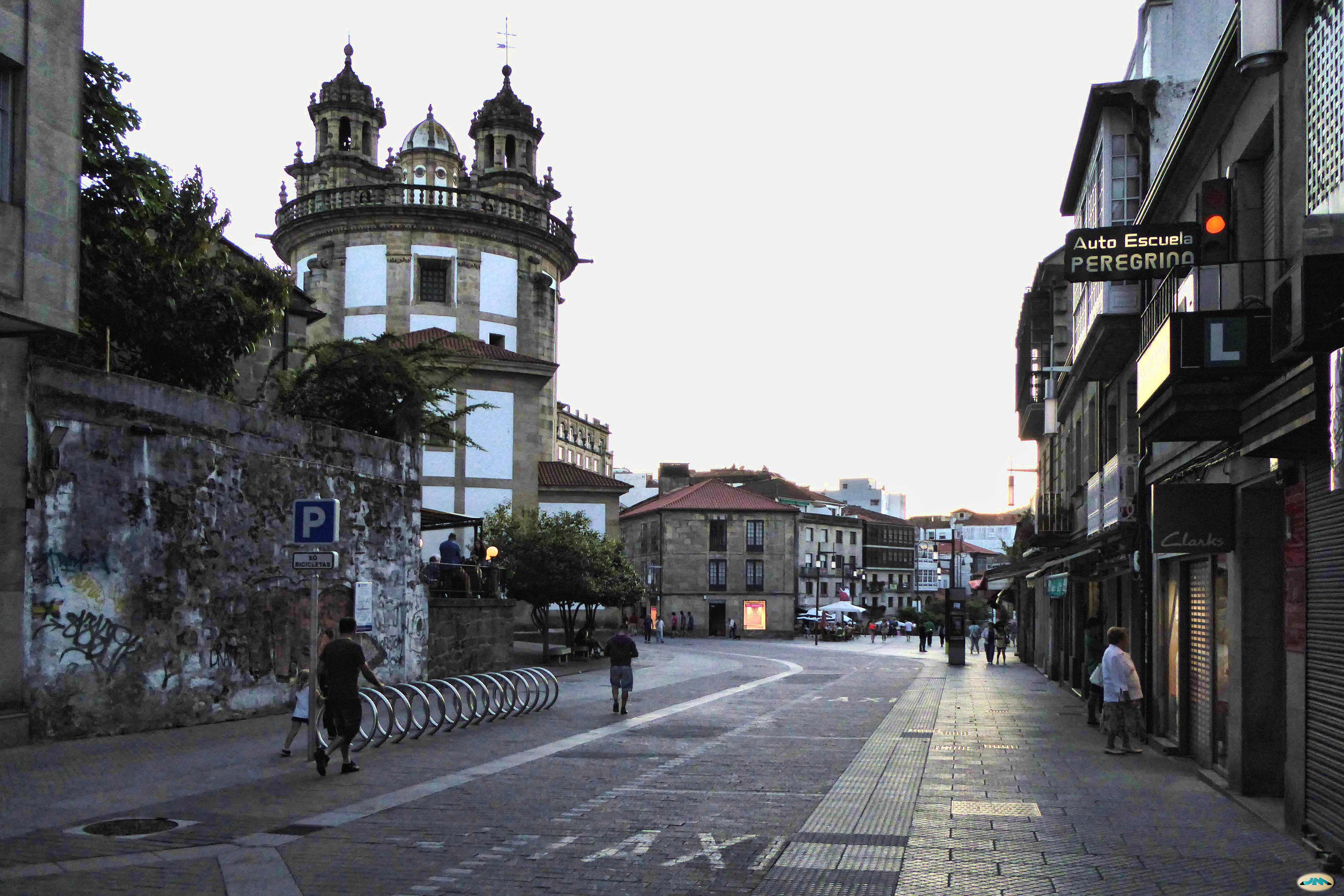
Primeiro trecho da rua à beira do centro histórico.

Em 1938, o restaurante Calixto (fechado em 1992) nasceu nesta rua, pois os seus fundadores pensavam que era necessário alimentar aqueles que paravam na sua casa dos correios. Foi o primeiro restaurante em Pontevedra a ser mencionado no Guia Michelin.
Em 1943, um dos cinemas mais importantes da cidade foi aberto no número 15 da Rua Benito Corbal, com uma capacidade de 1200 espectadores, o Cinema Victoria, que encerrou no final de Março de 2002 com a projecção do filme francês Le fabuleux destin d'Amélie Poulain.
Em 1951, devido ao aumento do número de carros e do tráfego rodoviário, a famosa bomba de gasolina Costa Giráldez foi inaugurada no número 49 da rua. O terreno foi cedido por Valentín Costa Giráldez ao município. O local, que era um parque de estacionamento, garagem e posto de gasolina num só, permaneceu aberto até ao final de 2017.
Em 1958, o emblemático Hotel Universo abriu as suas portas na esquina das ruas Benito Corbal e Sagasta. O seu jardim estendia-se até ao cruzamento da Rua Cruz Gallástegui. Com o seu café, restaurante, boîte e salas de chá, foi um ponto de referência na vida social de Pontevedra e marcou uma época na cidade. O hotel fechou as suas portas em 1977.
Também em 1958, no número 47 da rua, foi inaugurado um edifício para a Sede Provincial do Movimento, que foi completamente renovado com a chegada da democracia. No final dos anos 70, tornou-se a sede do Gabinete Provincial do Ministério da Cultura da província de Pontevedra. A 30 de Junho de 1986, após uma completa remodelação interior e exterior, tornou-se a sede da Junta da Galiza, na província de Pontevedra, e abriu as suas portas a 20 de Outubro de 1986. Em 2018, o edifício foi completamente reformado e reaberto a 17 de Junho de 2019.
A 15 de Novembro de 2013, foi inaugurada a zona pedonal do primeiro troço da Rua Benito Corbal, entre a Rua Daniel de la Sota e a Rua Sagasta.
A 10 de Março de 2022, a cadeia de supermercados Gadis abriu o seu maior supermercado da Galiza numa zona urbana, com dois andares e 2.200 metros quadrados de área de venda, após uma renovação completa do antigo edifício Costa Giráldez.

## Descrição
É uma rua no coração do centro da cidade, meio quilómetro de comprimento, recta e predominantemente plana. A sua largura média é de 12 metros.
É uma rua central na primeira zona de expansão urbana da cidade, pedonalizada entre a praça da Peregrina e a praça da Ferraria, no limite do centro histórico de Pontevedra, e a rua Sagasta, com uma faixa de tráfego e dois passeios da rua Sagasta à rua Cobián Areal. Toda a rua está alinhada longitudinalmente com sophoras japonicas no seu lado norte.
Muitas ruas convergem no seu traçado, de oeste para leste: Daniel de la Sota, Cobián Roffignac, Xenaro Pérez de Villamil (em direcção à praça de Barcelos), Sagasta, Vasco da Ponte, Lepanto (pedestre), Blanco Porto e Javier Puig.
É uma das principais ruas da cidade e um dos seus pólos de atracção, onde se encontra a maior zona comercial da cidade, com numerosas lojas e franquias nacionais e internacionais.

## Edifícios notáveis
Na Rua Benito Corbal havia muitos edifícios art nouveau do início do século XX que desapareceram quando foram demolidos em resultado do desenvolvimento e especulação imobiliária dos anos 70 e 80 na cidade.

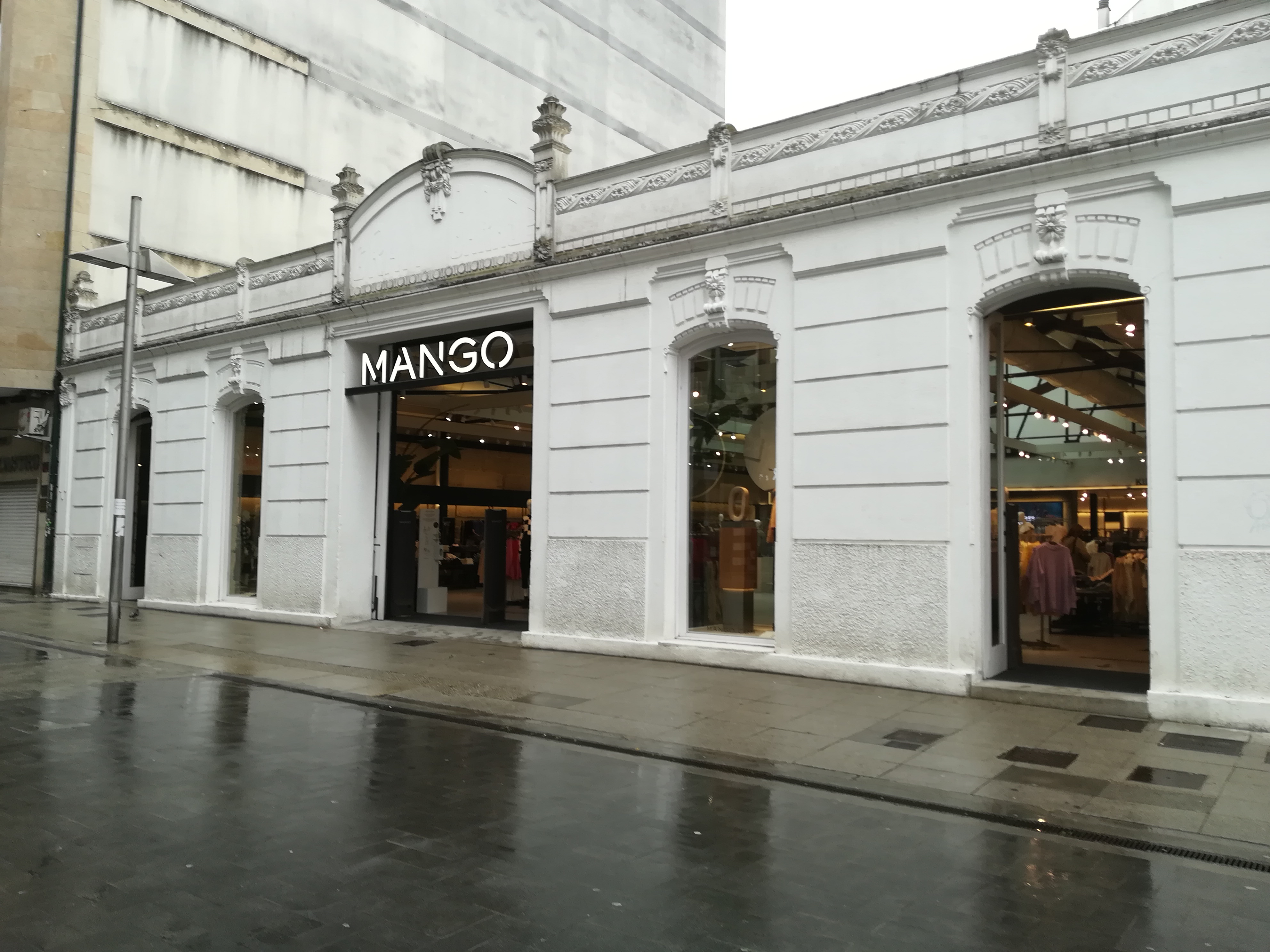
Edifício Art Nouveau Gran Garaje no número 8.

O início da rua coincide com a parte de trás da Igreja da Virgem Peregrina, um dos edifícios mais icónicos de Pontevedra, classificado como Bem de Interesse Cultural. É um templo barroco circular com elementos neoclássicos e planta em forma de vieira, concluído em 1792.
Os edifícios nos números 1, 5 e 9 da rua, no limite do centro histórico da cidade, perto da igreja do Convento de São Francisco, datam do século XIX.
No número 8 da rua encontra-se o edifício art nouveau Gran Garaje. Construído em 1915, é um dos poucos exemplos de edifícios art nouveau que subsistem na cidade. É notável pela cor branca da sua fachada e pela sua decoração. Actualmente alberga uma loja da empresa de roupa Mango.
No número 17 encontra-se o edifício Domínguez, um edifício de pedra de quatro andares desenhado pelo arquitecto José Barreiro Vázquez, construído entre 1947 e 1949. No número 11, na esquina da Rua Cobián Roffignac, encontra-se outro edifício de pedra de cinco andares, o Edifício Martínez, projectado em 1948 pelo arquitecto Juan Argenti Navajas.
No número 47 da rua encontra-se um dos edifícios da Junta da Galiza na cidade, que durante as duas últimas décadas do século XX foi a sua sede principal em Pontevedra. No final da década de 1970 era a sede provincial do Ministério da Cultura e em 1986 foi completamente renovado. Foi totalmente reformado novamente em 2019 e adquiriu a sua cor azul característica no exterior.

## Galeria

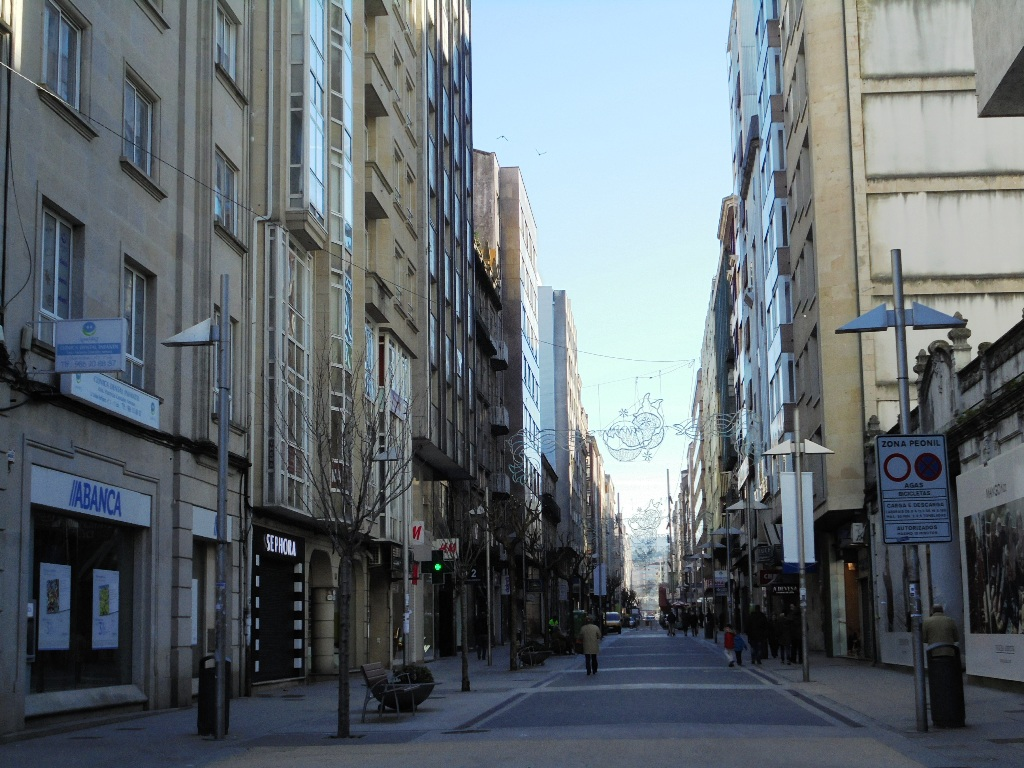
Zona pedonal da Rua Daniel de la Sota à Rua Sagasta
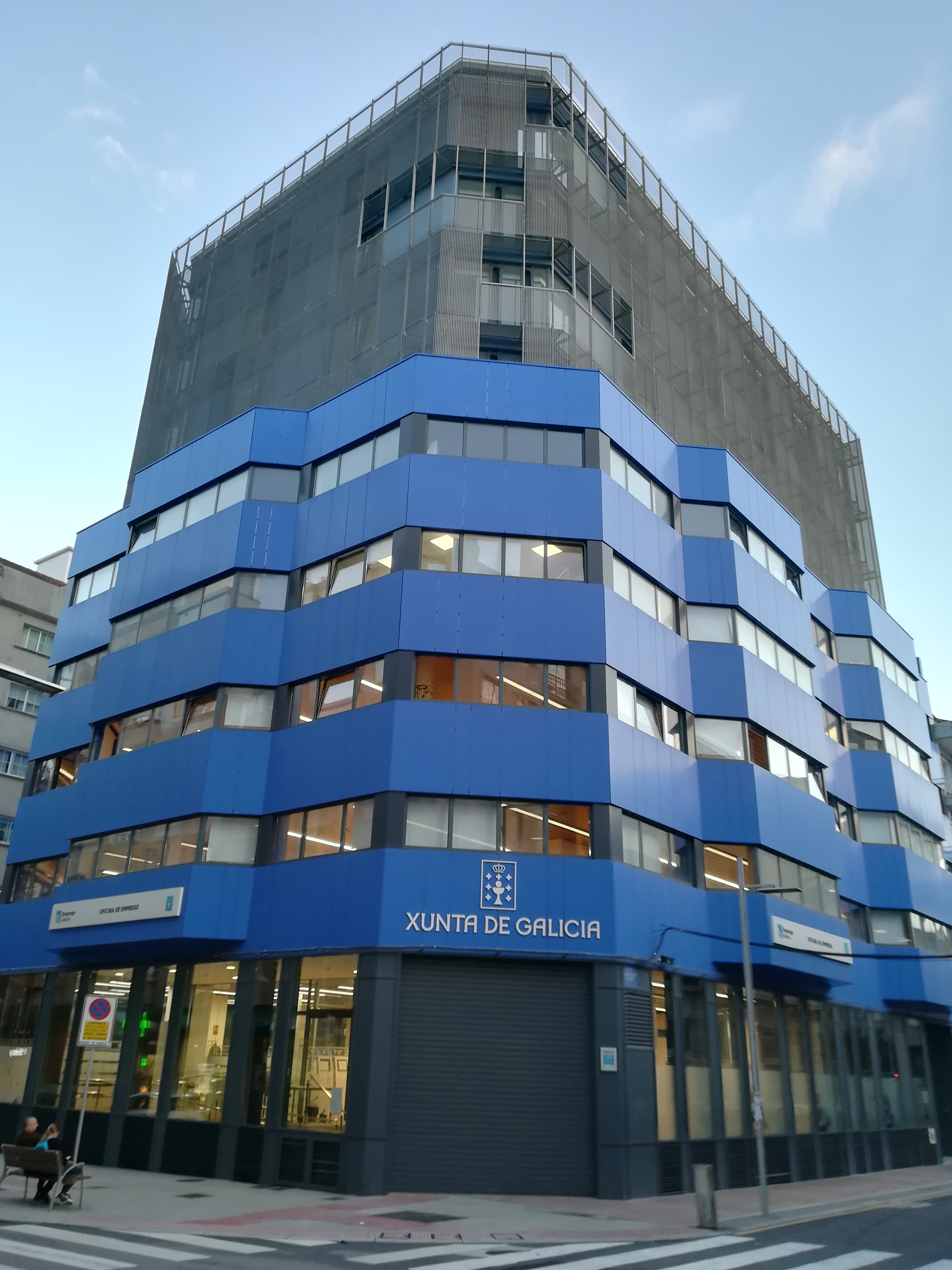
Edifício administrativo da Junta da Galiza no número 47
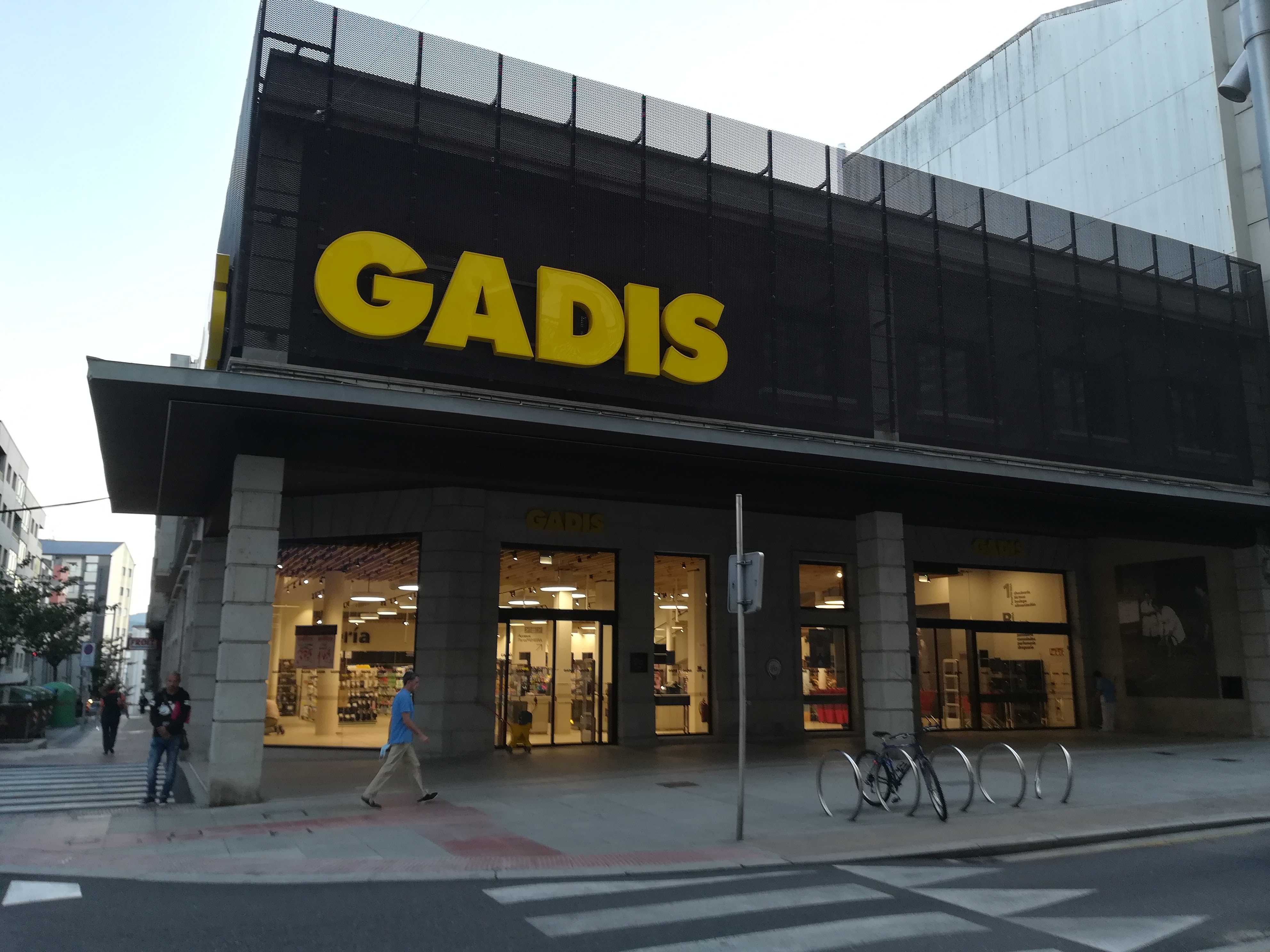
Número 49 da rua
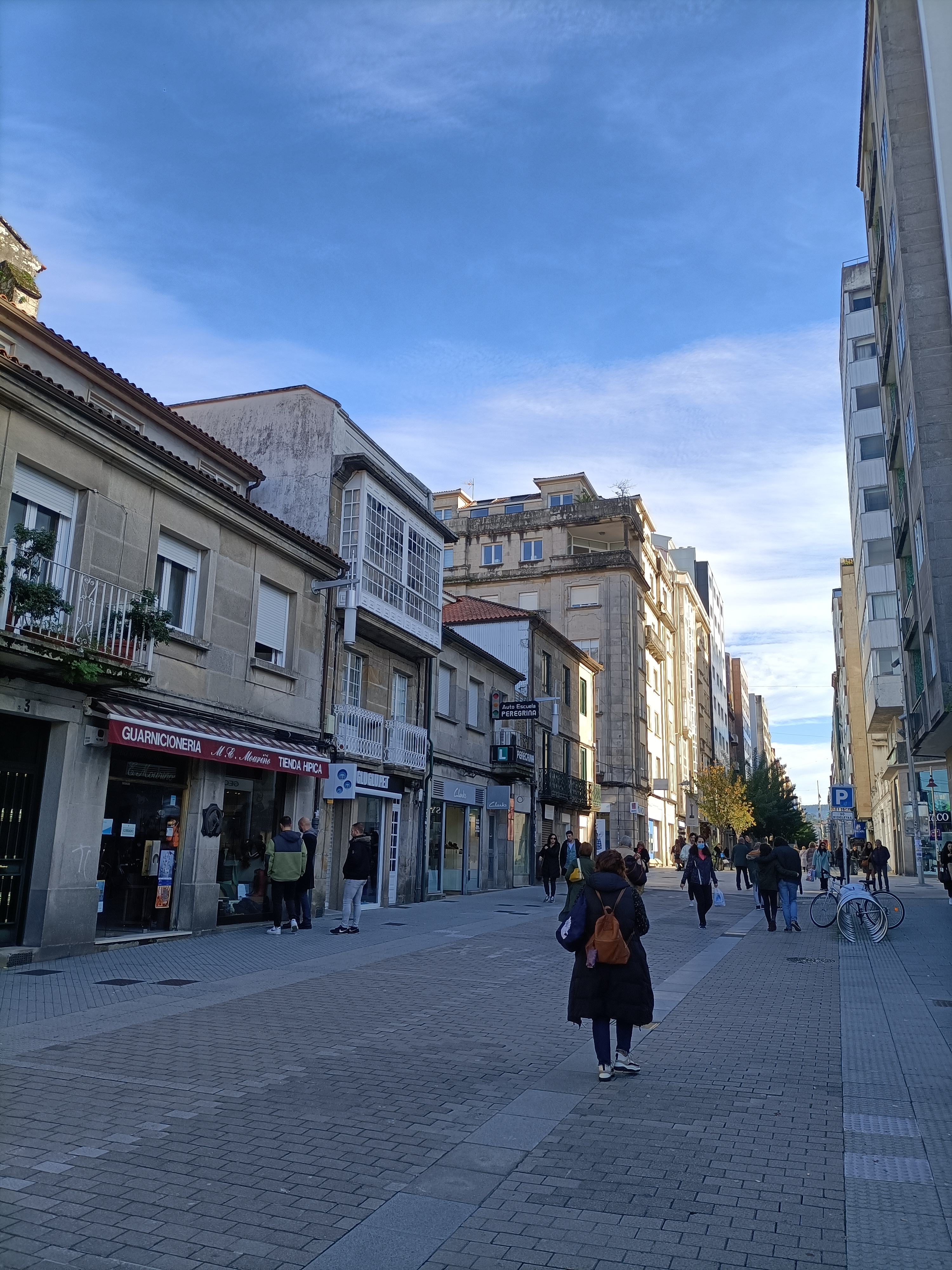
Primeiro troço da rua
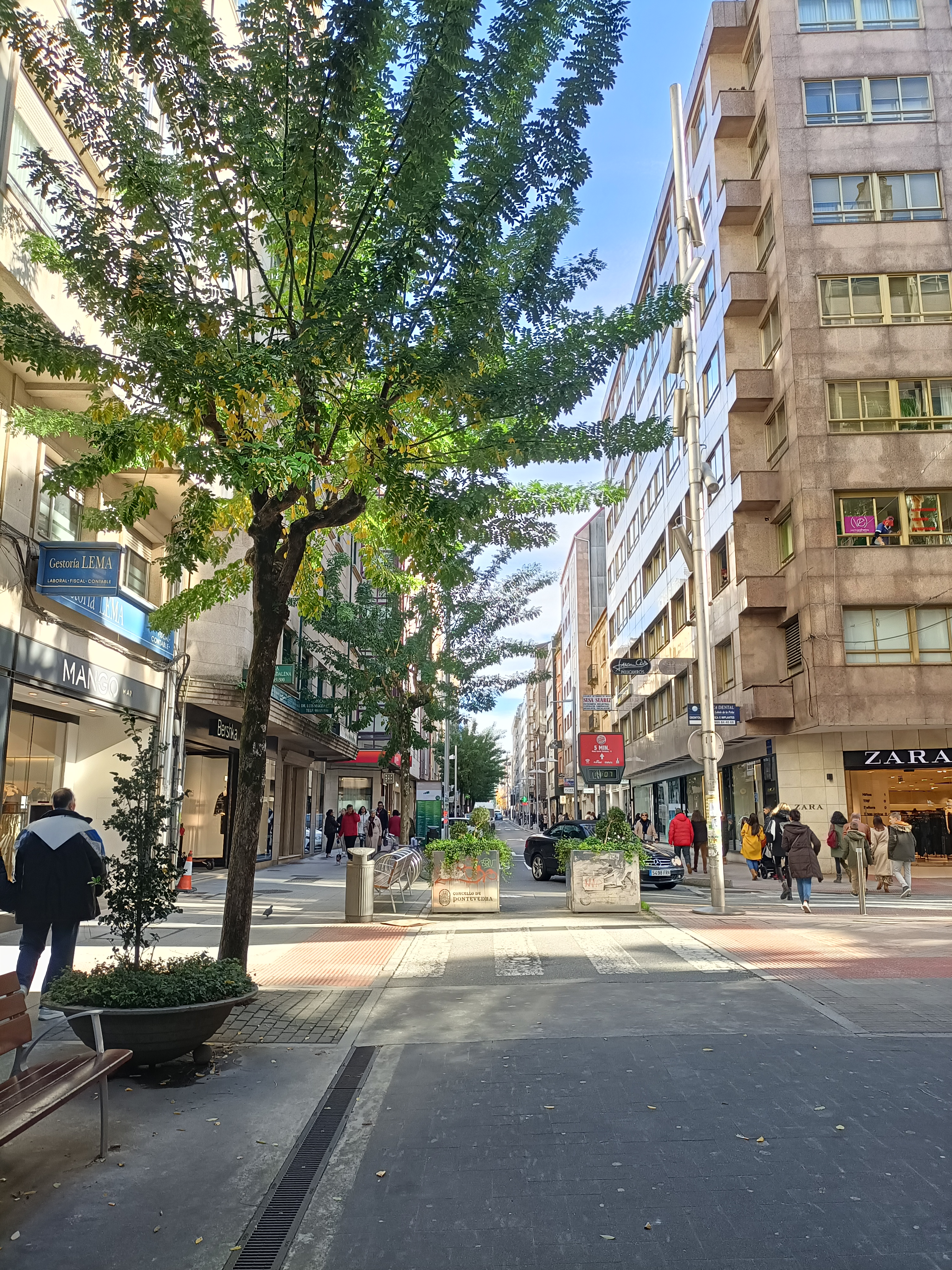
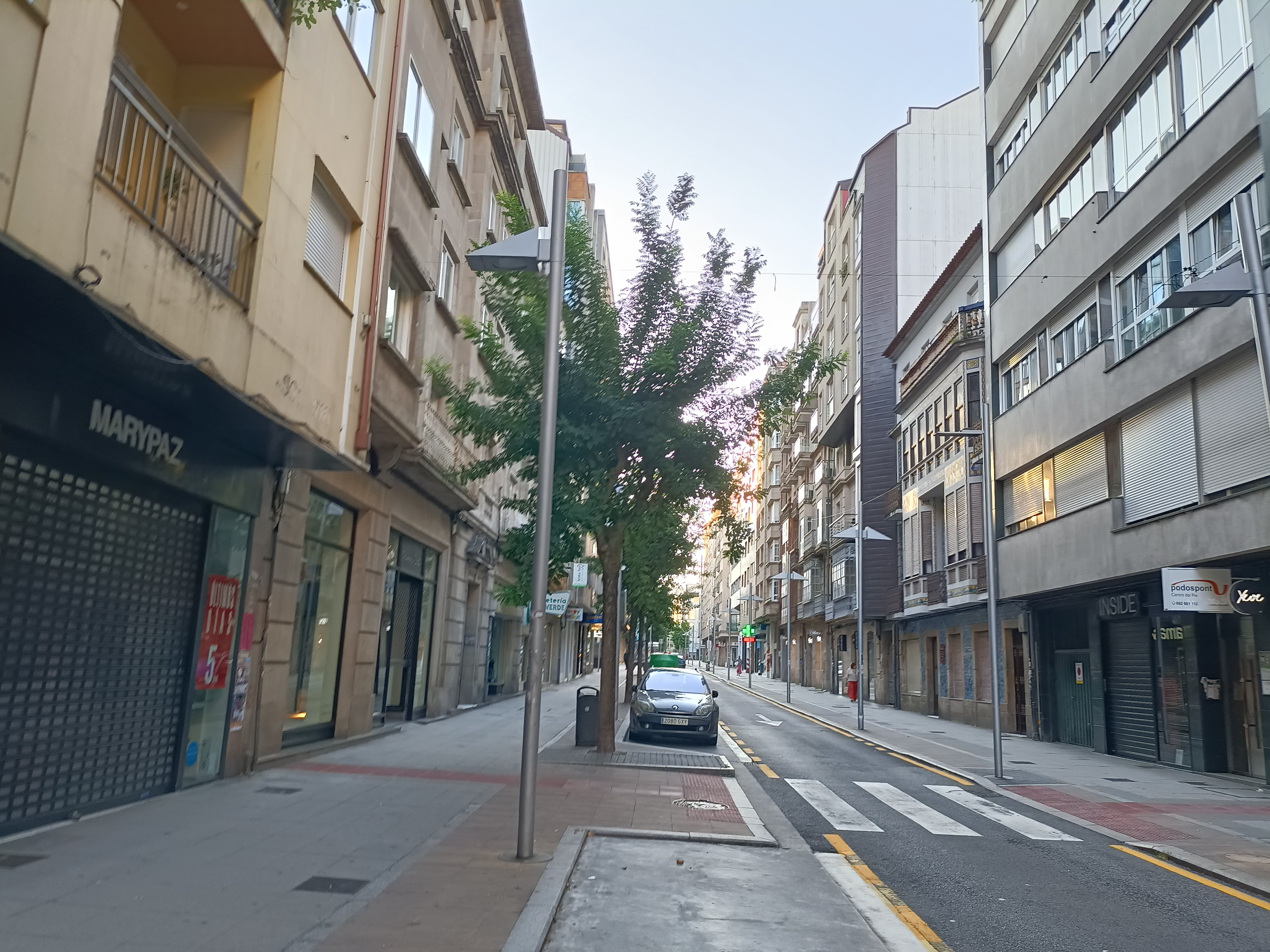
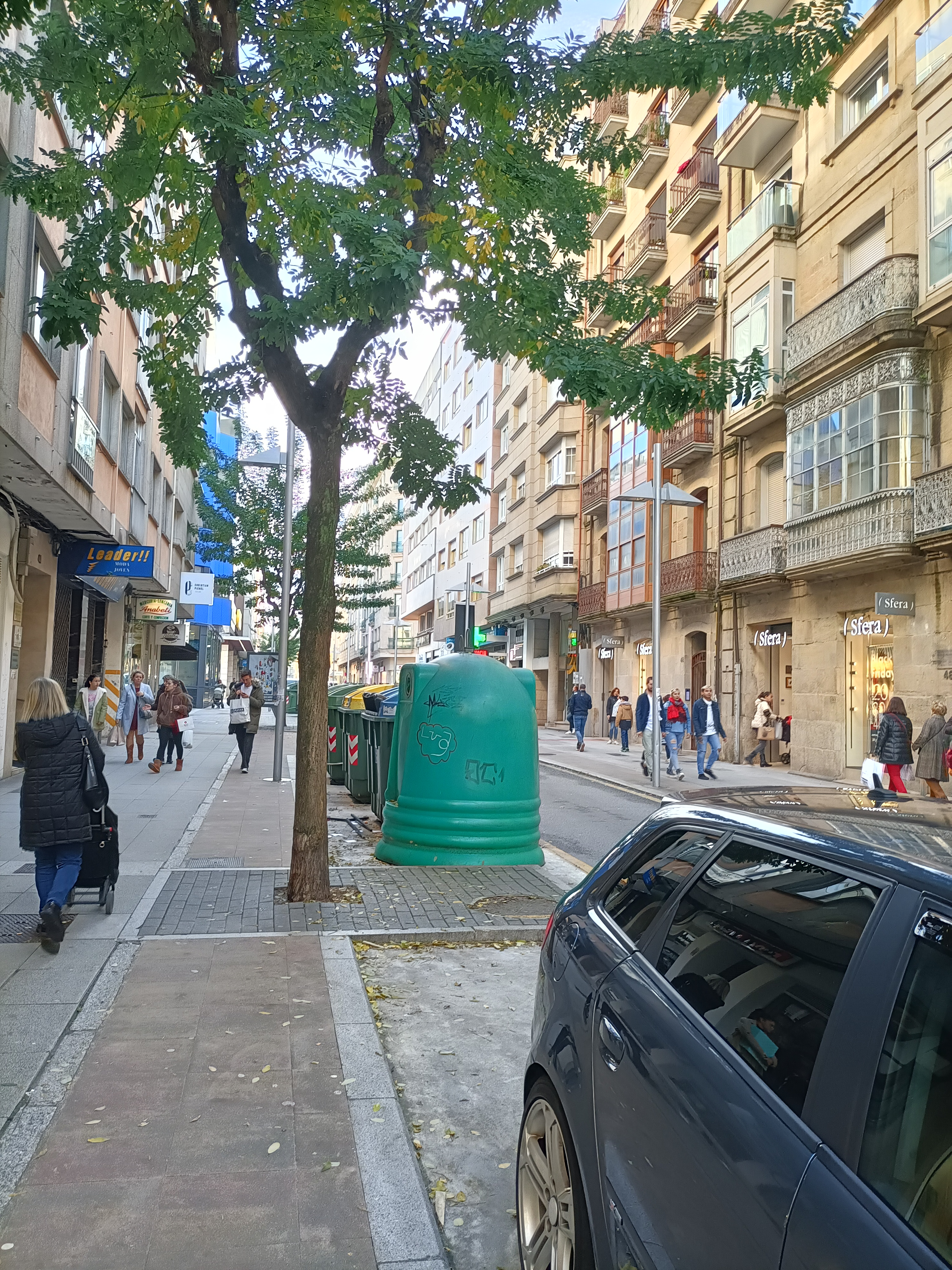
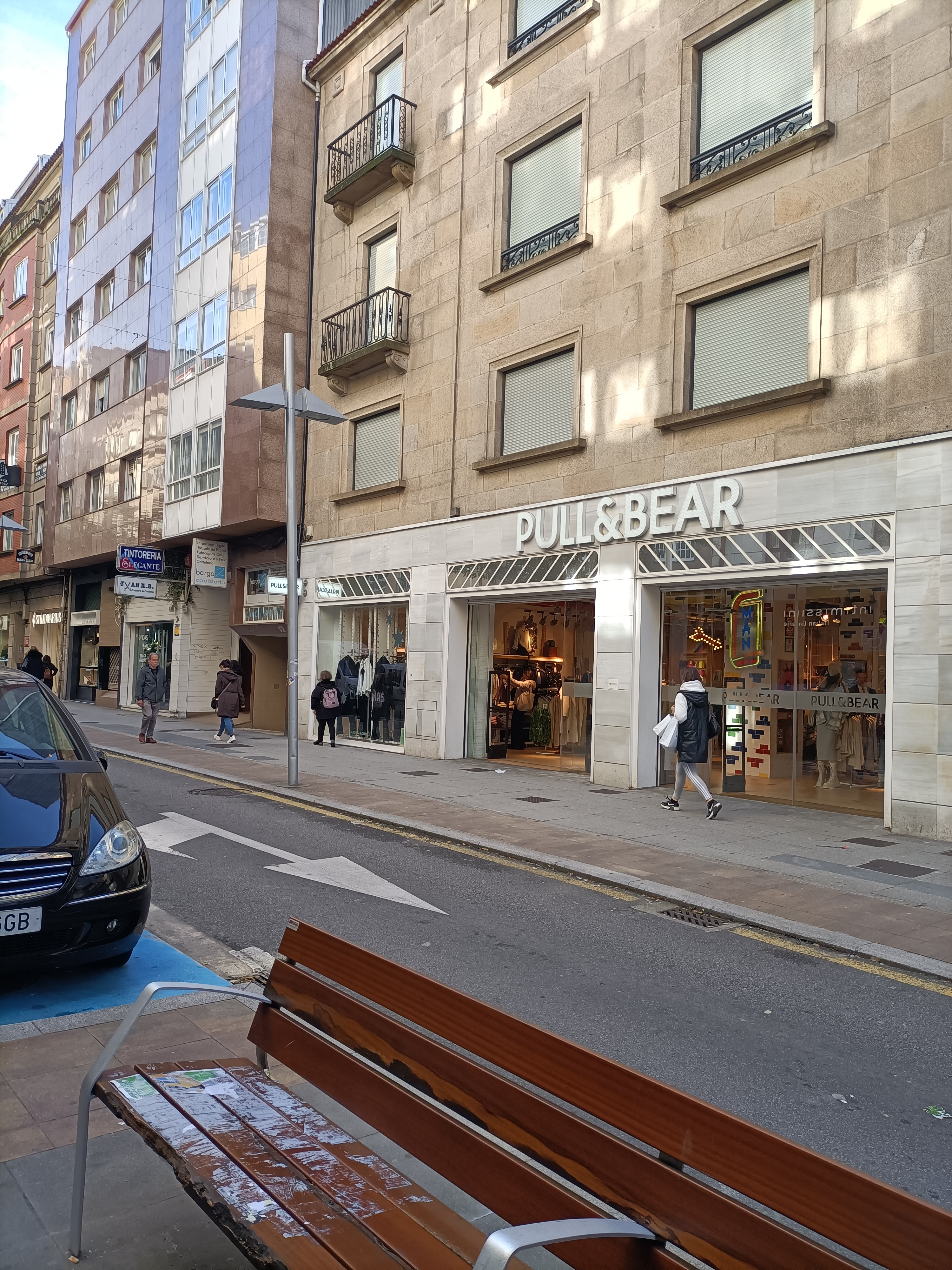
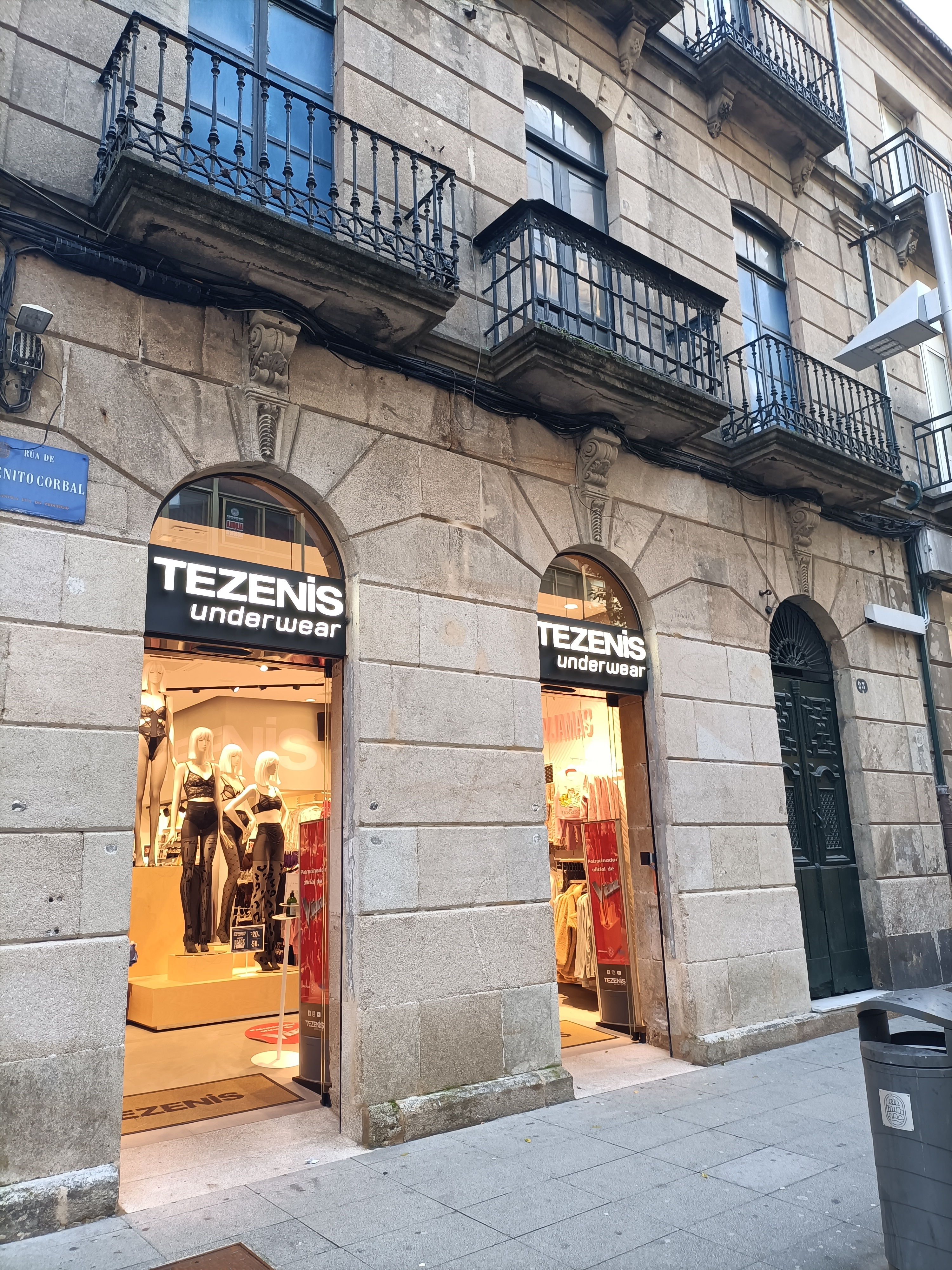

### Artigos relacionados
- Edifício Gran Garaje
- Ensanche-Centro da cidade
- Praça da Ferraria